# Гешвинд, Норман
Норман Гешвинд (8 января 1926 — 4 ноября 1984) — американский невролог, наиболее известный своими исследованиями поведенческой неврологии с помощью моделей разъединения на основе анализа поражений. Считается основоположником поведенческой неврологии в США.

## Ранние годы
Родился 8 января 1926 года в Нью-Йорке, в еврейской семье. Учился в средней школе для мальчиков в Бруклине. В 1942 году поступил в Гарвардский университет, изначально планируя изучать математику. Обучение было прервано призывом в армию в 1944 году. Прослужив два года, в 1946 году вернулся в Гарвардский университет. Вскоре перешел на факультет социальных отношений и изучал сочетание социальной/личностной психологии и культурной антропологии. Женился и имел троих детей: Наоми, Дэвида и Клаудию.

## Медицинское образование
Учился в Гарвардской медицинской школе, намереваясь стать психиатром. Его интересы начали смещаться после изучения нейроанатомии у Маркуса Сингера, в это же время у него начал проявляться интерес к афазии и эпилепсии. С 1952 по 1953 год, продолжил обучение в Лондонском национальном госпитале в качестве стипендиата фонда Мозли а затем в качестве стипендиата Службы общественного здравоохранения США. Учился у сэра Чарльза Саймондса.
В 1955 году Гешвинд стал главным ординатором отделения неврологии в Бостонской городской больнице и работал под руководством Дерека Денни-Брауна. С 1956 по 1958 год был научным сотрудником, изучающим мышечные заболевания на кафедре биологии Массачусетского технологического института.
В 1958 году присоединился к неврологическому отделению Бостонского госпиталя Управления по делам ветеранов, где познакомился с Фредом Квадфазелем. В это время его клинический интерес к афазии перерос в изучение неврологической основы языка и высших когнитивных функций, которое он продолжал всю свою жизнь. Квадфазель поощрял Гешвинда изучать классические тексты по неврологии XIX и начала XX века, познакомив его с классической теорией локализации функций мозга.
Гешвинду приписывают введение термина «поведенческая неврология» в 1970-х годах для описания корпуса учебных материалов в области высших корковых функций. Ему также приписывают открытие синдрома Гешвинда, который описывает интериктальную  модель поведения, наблюдаемую у некоторых больных височной эпилепсией.
Работал в Гарвардской медицинской школе до своей преждевременной смерти 4 ноября 1984 года в возрасте 58 лет.

## Наследие
Несколько учеников Гершвинда продолжили обучение других неврологов в области поведенческой неврологии, включая Альберта Галабурду,  Фрэнка Бенсона, Антонио Дамасио, Марселя Месулама, Кеннета Хейлмана и Эллиота Росса.
Премия Нормана Гешвинда в области поведенческой неврологии ежегодно вручается Американской академией неврологии и Обществом поведенческой и когнитивной неврологии. Премия Нормана Гешвинда-Родена — шведская награда за исследования в области дислексии.
Имя Гешвинда носят синдром Гешвинда и гипотеза Гешвинда — Галабурды.